# ダニエル・ヘニー
ダニエル・フィリップ・ヘニー（Daniel Phillip Henney, 1979年11月28日 - ）は、アメリカ合衆国の俳優。

## 来歴・人物
ミシガン州カーソン市出身。父親がアイルランド系アメリカ人で、母親は幼い頃にアメリカに養子に出された韓国人である。
2001年にモデルとして仕事を始める（アメリカのアリア（ARIA）エージェンシー所属）。ミシガンにあるアルビオン・カレッジとアルマ・カレッジ、そしてシカゴにあるエルジン・カレッジに通ったが、家庭の事情とモデル業のため卒業はできなかった。
2005年に韓国MBCのドラマ『私の名前はキム・サムスン』に出演し、広く知られるようになった。このドラマは日本でも放送され、日本にも多くのファンを持つようになる。
彼はアメリカで生まれ育った為、英語は話せるが、韓国語はあまり話せなかった。2006年韓国KBSのテレビドラマ『春のワルツ』でも、台詞の多くは英語で、まれにドイツ語も使った。しかし、現在は日常会話も普通に話せるらしく、両親が訪韓した際、通訳をこなしたという。

## 身体情報
- 身長 = 188cm
- 体重 = 73kg
- 血液型：O型
- 所属事務所(2013,03,03)

## 出演作

### 映画
- ミスター・ロビンの口説き方 (2006) - ロビン・ハイデン
- マイ・ファーザー (2007)
- ウルヴァリン: X-MEN ZERO X-Men Origins: Wolverine (2009) - エージェント・ゼロ
- パパ 파파 (2011)
- シャンハイ・コーリング Shanghai Calling (2012) - サム
- ラストスタンド The Last Stand (2013) - フィル・ヘイズ捜査官
- ザ・スパイ シークレット・ライズ (2013) - ライアン
- ベイマックス Big Hero 6 (2014) - タダシ ※声の出演
- 金の亡者たち (2019)
- コンフィデンシャル:国際共助捜査 (2022) - ジャック
- search/#サーチ2 Missing (2023) - イライジャ・パーク

### テレビドラマ
- 私の名前はキム・サムスン (2005) - ヘンリー・キム
- 春のワルツ (2006) - フィリップ
- アンニョン・フランチェスカ 第24話
- スリー・リバーズ〜命をつなぐ熱き医師たち (2009) - デヴィッド・リー
- 逃亡者 PLAN B (2010)
- HAWAII FIVE-0 (2012-2013) - マイケル・ノシムリ
- NCIS: LA 〜極秘潜入捜査班 (2014) - ポール・アンジェロ
- クリミナル・マインド FBI行動分析課 (2015, 2017-2020) - マシュー・シモンズ
- ディア・マイ・フレンズ (2016)
- クリミナル・マインド 国際捜査班 [2](2016-2017) - マシュー・シモンズ
- ベイマックス ザ・シリーズ (2017-) - タダシ
- ホイール・オブ・タイム (2021-) - ラン・マンドラゴン

## 受賞経歴
- 2005年 MBC演技大賞 新人賞
- 2005年 MBC放送演芸大賞 ベストドレッサー
- 2007年 第6回 大韓民国映画大賞 新人男優賞『マイ・ファーザー』
- 2007年 第28回青龍映画賞新人男優賞『マイ・ファーザー』
- 2007年 第27回 韓国映画評論家協会賞(映評賞) 新人男優賞『マイ・ファーザー』(主催:韓国映画評論家協会)

※すべて韓国での活動